# Мануель Феттнер
Мануель Феттнер (17 червня 1985 , Відень ) — австрійський стрибун з трампліна, срібний призер Олімпійських ігор 2022 року, чемпіон світу.

## Олімпійські ігри
| Рік  | Місто                     | НТ | ВТ | КВТ | ЗК  |
| ---- | ------------------------- | -- | -- | --- | --- |
| 2018 | Пхьончхан, Південна Корея | 23 | 32 | 4   | Н/Д |
| 2022 | Пекін, Китай              | 2  | 7  | 1   | 5   |

## Чемпіонат світу
| Рік  | Місто                       | НТ | ВТ | КВТ | ЗК  |
| ---- | --------------------------- | -- | -- | --- | --- |
| 2013 | Валь-ді-Ф'ємме, Італія      | 20 | 15 | 1   | Н/Д |
| 2017 | Лахті, Фінляндія            | 12 | 18 | 3   | Н/Д |
| 2019 | Зеефельд-ін-Тіроль, Австрія | 24 | —  | —   | Н/Д |

## Зовнішні посилання
- Досьє на сайті FIS [Архівовано 6 лютого 2022 у Wayback Machine.]

## Виноски
1. ↑  https://www.skijumping.pl/zawodnicy/24/manuel-fettner/
2. ↑  https://www.eurosport.com/ski-jumping/manuel-fettner_prs38258/person.shtml
3. ↑  International Ski and Snowboard Federation database